# Шелепова, Людмила Ивановна
Людми́ла Ива́новна Ше́лепова (10 декабря 1947, Кемеровская обл., Ижморский р-н) — российский лингвист, доктор филологических наук, профессор кафедры общего и исторического языкознания Алтайского государственного университета. Сфера научных интересов — лингвистическое источниковедение, этимология, историческая лексикология, диалектная лексикография, лингвистическая текстология.

## Биография
- В 1966—1971 годах училась на историко-филологическом факультете Томского государственного университета. Кафедра русского языка, научный руководитель — Ольга Иосифовна Блинова, специалист по русской диалектологии, описательной и сопоставительной мотивологии. Тема дипломной работы «Диалектология и этимология (к вопросу о связи двух наук)».
- 1971—1974 — учитель русского языка и литературы в школе р.ц. Молчаново Томской области.
- 1974—1977 — аспирантура в Томском университете. Кандидатская диссертация «Диалекты как источник этимологии» защищена в специализированном совете при ТГУ 25 ноября 1977 года (научный руководитель — профессор О. И. Блинова, официальные оппоненты — профессор Ю. В. Откупщиков, доцент Р. Я. Тюрина). На основе диссертации опубликовано учебное пособие «Диалекты как источник этимологии» (Томск, 1977). Кандидатская диссертация была посвящена исследованию в источниковедческом аспекте применительно к этимологии разноуровневых элементов диалектов русского языка. Работа представляла собой первый опыт целенаправленного рассмотрения роли диалектных источников в этимологии. Обобщение и анализ данных словарных картотек (прежде всего, картотеки полидиалектного «Словаря русских народных говоров»), разнообразных областных словарей, исследований по диалектологии и этимологии позволили определить возможности и границы использования диалектного материала в этимологических разысканиях, что является важным для решения источниковедческих проблем в области этимологии. Широкое привлечение диалектного материала (учёт лексико-семантических, фонетических, словообразовательных явлений говоров, отраженных в диалектных источниках и исследований по диалектологии) сделало возможным уточнить, обосновать этимологии многих русских слов, а в некоторых случаях предложить новое их решение.
- 1 октября 1977 года принята на работу в Алтайский государственный университет, где прошла путь от ассистента кафедры русского языка до профессора кафедры общего и исторического языкознания (с 18 февраля 2000) и её заведующей (с 1 сентября 2001). Под руководством Л. И. Шелеповой кафедра общего и исторического языкознания в 2009 и 2010 гг. занимала призовые места в конкурсе кафедр Алтайского государственного университета.
- 15 июня 1999 года защищена докторская диссертация «Лингвистическое источниковедение и история русского слова». Официальные оппоненты: профессор И. А. Малышева, профессор Б. И. Осипов, профессор Л. Г. Панин. Утверждена ВАК 18 февраля 2000 года. Докторская диссертация была посвящена источниковедческому анализу списков Пролога XIII—XVII вв. (памятник древнерусской письменности традиционного содержания) и разнообразных диалектных материалов в применении к изучению истории русского слова, являющейся объектом двух взаимосвязанных научных дисциплин — этимологии и исторической лексикологии. В ходе исследования была выдвинута гипотеза: лингвистическая содержательность (то есть совокупность заключенных в источнике языковых фактов) не только зависит от характера источника (жанра, обстоятельств появления), не только определяется личностью автора, составителя или редактора источника (его установками, замыслом, языковой компетенцией, но и обусловливает постановку тех или иных лингвистических задач или определённые аспекты лингвистического исследования. Данная гипотеза апробировалась на материале широкого круга источников, полярных по своему языковому наполнению: рукописные книги Пролога XVIII—XVII вв., представляющие церковнославянскую форму древнерусского литературного языка, и диалектные источники разных типов, отражающие локальные системы современного русского языка.

Член диссертационных советов АлтГУ и ОмГУ. Под научным руководством Л. И. Шелеповой подготовлено шесть кандидатов наук.
Руководитель научных проектов «Исследование языковых, литературных, коммуникативных и культурных процессов в условиях глобализации» (2006—2008) и «Историко-этимологический словарь русских говоров Алтая» (2006—2010).

## Награды и звания
Краевая премия Демидовского фонда (за создание Словаря русских говоров Алтая (в составе коллектива авторов), диплом за победу в конкурсе Лучшая книга Алтая — 2007 (за первый выпуск «Историко-этимологического словаря русских говоров Алтая»), диплом II степени За лучшую научную работу в АлтГУ (2009, за 1-2 выпуски «Историко-этимологического словаря русских говоров Алтая»), почётные грамоты Министерства общего и профессионального образования РФ, администрации Алтайского края и г. Барнаула.
Почётный работник высшего профессионального образования РФ, заслуженный работник АлтГУ.